# NGC 7602
NGC 7602 (другие обозначения — PGC 71019, MCG 3-59-34, ZWG 454.34, NPM1G +18.0588) — галактика в созвездии Пегас.
Этот объект входит в число перечисленных в оригинальной редакции «Нового общего каталога».